# Шелберн
Шелберн (англ. Shelburne) — містечко в Канаді, у провінції Нова Шотландія, центр однойменного графства.

## Населення
За даними перепису 2016 року, містечко нараховувало 1743 особи, показавши зростання на 3,4%, порівняно з 2011-м роком. Середня густина населення становила 197,2 осіб/км².
З офіційних мов обидвома одночасно володіли 110 жителів, тільки англійською — 1 620, а 10 — жодною з них. Усього 40 осіб вважали рідною мовою не одну з офіційних.
Працездатне населення становило 56,7% усього населення, рівень безробіття — 10,1% (11,4% серед чоловіків та 8,6% серед жінок). 85,8% осіб були найманими працівниками, а 12,4% — самозайнятими.
Середній дохід на особу становив $34 542 (медіана $25 609), при цьому для чоловіків — $43 618, а для жінок $27 019 (медіани — $33 472 та $21 803 відповідно).
22,9% мешканців мали закінчену шкільну освіту, не мали закінченої шкільної освіти — 30,3%, 47,1% мали післяшкільну освіту, з яких 34,3% мали диплом бакалавра, або вищий.
| Статево-вікова структура населення | Статево-вікова структура населення | Статево-вікова структура населення | Статево-вікова структура населення | Статево-вікова структура населення |
| ---------------------------------- | ---------------------------------- | ---------------------------------- | ---------------------------------- | ---------------------------------- |
|                                    |                                    |                                    |                                    |                                    |
| Всього                             | Всього                             | 46,8%53,2%                         |                                    |                                    |
| 0 — 14 років                       | 0 — 14 років                       |                                    | 14,9%                              | 14,9%                              |
| 15 — 64 років                      | 15 — 64 років                      |                                    | 59,5%                              | 59,5%                              |
| 65 і більше                        | 65 і більше                        |                                    | 25,6%                              | 25,6%                              |
| 85 і більше                        | 85 і більше                        |                                    | 2,6%                               | 2,6%                               |
| Середній вік (років)               | Середній вік (років)               | 44,547,3                           | 46,0                               | 46,0                               |
| Медіана (років)                    | Медіана (років)                    | 48,651,2                           | 50,0                               | 50,0                               |
| — чоловіки — жінки                 |                                    |                                    |                                    |                                    |

| Походження мешканців:     | Походження мешканців:     | Походження мешканців: | Походження мешканців: | Походження мешканців: |
| ------------------------- | ------------------------- | --------------------- | --------------------- | --------------------- |
| Походження                |                           |                       | осіб                  | %                     |
| Корінні американці        | Корінні американці        |                       | 105                   | 5.97%                 |
| Інше північноамериканське | Інше північноамериканське |                       | 1 085                 | 61.65%                |
| Європейське               | Європейське               |                       | 1 105                 | 62.78%                |
| британське                | британське                |                       | 890                   | 50.57%                |
| французьке                | французьке                |                       | 145                   | 8.24%                 |
| українське                | українське                |                       | 10                    | 0.57%                 |
| Латинськоамериканське     | Латинськоамериканське     |                       | 10                    | 0.57%                 |
| Африканське               | Африканське               |                       | 85                    | 4.83%                 |
| Азійське                  | Азійське                  |                       | 25                    | 1.42%                 |

| Зайнятість населення за галузями (за класифікацією NOC): | Зайнятість населення за галузями (за класифікацією NOC): | Зайнятість населення за галузями (за класифікацією NOC): | Зайнятість населення за галузями (за класифікацією NOC): | Зайнятість населення за галузями (за класифікацією NOC): |
| -------------------------------------------------------- | -------------------------------------------------------- | -------------------------------------------------------- | -------------------------------------------------------- | -------------------------------------------------------- |
|                                                          |                                                          |                                                          |                                                          |                                                          |
| Управління                                               | Управління                                               |                                                          | 7,8%                                                     | 7,8%                                                     |
| Бізнес, фінанси та адміністрування                       | Бізнес, фінанси та адміністрування                       |                                                          | 10,2%                                                    | 10,2%                                                    |
| Природничі та прикладні науки                            | Природничі та прикладні науки                            |                                                          | 3,6%                                                     | 3,6%                                                     |
| Охорона здоров'я                                         | Охорона здоров'я                                         |                                                          | 5,4%                                                     | 5,4%                                                     |
| Освіта, правозахист, муніципальні та урядові служби      | Освіта, правозахист, муніципальні та урядові служби      |                                                          | 15,7%                                                    | 15,7%                                                    |
| Мистецтво, культура, відпочинок та спорт                 | Мистецтво, культура, відпочинок та спорт                 |                                                          | 2,4%                                                     | 2,4%                                                     |
| Роздрібна торгівля та послуги                            | Роздрібна торгівля та послуги                            |                                                          | 24,1%                                                    | 24,1%                                                    |
| Гуртова торгівля, транспорт та обладнання                | Гуртова торгівля, транспорт та обладнання                |                                                          | 12,7%                                                    | 12,7%                                                    |
| Природні ресурси, сільське господарство                  | Природні ресурси, сільське господарство                  |                                                          | 7,8%                                                     | 7,8%                                                     |
| Виробництво                                              | Виробництво                                              |                                                          | 10,2%                                                    | 10,2%                                                    |

## Клімат
Середня річна температура становить 7,2°C, середня максимальна – 22,1°C, а середня мінімальна – -8,3°C. Середня річна кількість опадів – 1 501 мм.
| Клімат поселення                              | Клімат поселення | Клімат поселення | Клімат поселення | Клімат поселення | Клімат поселення | Клімат поселення | Клімат поселення | Клімат поселення | Клімат поселення | Клімат поселення | Клімат поселення | Клімат поселення | Клімат поселення |
| Показник                                      | Січ.             | Лют.             | Бер.             | Квіт.            | Трав.            | Черв.            | Лип.             | Серп.            | Вер.             | Жовт.            | Лист.            | Груд.            |                  |
| Середній максимум, °C                         | 1,08             | 1,14             | 4,79             | 9,93             | 15,21            | 19,70            | 22,11            | 21,93            | 18,30            | 13,41            | 8,89             | 3,31             |                  |
| Середня температура, °C                       | −3,63            | −3,57            | 0,09             | 5,23             | 10,49            | 14,98            | 17,90            | 17,73            | 14,10            | 9,21             | 4,67             | −0,9             |                  |
| Середній мінімум, °C                          | −8,34            | −8,28            | −4,63            | 0,51             | 5,78             | 10,27            | 13,68            | 13,53            | 9,89             | 5,00             | 0,48             | −5,1             |                  |
| Норма опадів, мм                              | 149              | 120              | 140              | 131              | 112              | 108              | 111              | 90               | 95               | 117              | 168              | 160              |                  |
| Середньомісячна швидкість вітру, м/с          | 4.20             | 4.22             | 4.32             | 4.20             | 3.78             | 3.66             | 3.22             | 3.23             | 3.64             | 4.17             | 4.24             | 4.34             |                  |
| Середньомісячна сонячна радіація, кДж/м²·день | 5245             | 8314             | 12194            | 15234            | 18287            | 20585            | 20255            | 18130            | 13931            | 9173             | 5472             | 4235             |                  |
| --------------------------------------------- | ---------------- | ---------------- | ---------------- | ---------------- | ---------------- | ---------------- | ---------------- | ---------------- | ---------------- | ---------------- | ---------------- | ---------------- | ---------------- |
| Джерело:                                      |                  |                  |                  |                  |                  |                  |                  |                  |                  |                  |                  |                  |                  |